# Antoni Korcik
Antoni Korcik (ur. 28 maja 1892 w Krasnymstawie, zm. 24 października 1969 w Lublinie) – ksiądz katolicki, filozof, historyk logiki.

## Życiorys
Po ukończeniu edukacji średniej w Puławach, Hrubieszowie, Zamościu i Odessie naukę kontynuował w 1916 r. na uniwersytecie w Odessie. Po roku wstąpił do Seminarium Duchownego w Żytomierzu gdzie w 1920 r. otrzymał święcenia kapłańskie. W tym też roku podjął studia na Katolickim Uniwersytecie Lubelskim studiując filologię klasyczną i filozofię. W 1922 r. przeniósł się na sekcje filozoficzną Wydziału Teologicznego Uniwersytetu Warszawskiego, gdzie w 1926 r. uzyskał tytuł mgr filozofii. W 1930 r. obronił na tym uniwersytecie doktorat z filozofii pod kierunkiem prof. Jana Łukasiewicza.
W latach 1924–1926 był asystentem na Uniwersytecie Warszawskim a w latach 1932–1942 pracował na Uniwersytecie w Wilnie, prowadząc zajęcia z historii filozofii. W 1935 r. otrzymał naukowe stypendium na wyjazd do Niemiec (gdzie przebywał w Hanowerze, Berlinie i w Lipsku). W 1945 r. rozpoczął wykłady z logiki na Katolickim Uniwersytecie Lubelskim. W 1948 r. habilitował się na Uniwersytecie Jagiellońskim i objął Katedrę Logiki na Wydziale Filozofii Chrześcijańskiej KUL. W 1963 r. przeszedł na emeryturę.
Członek Towarzystwa Naukowego KUL, w latach 1952–1956 red. naukowy Roczników Filozoficznych KUL. Lista wszystkich publikacji księdza Korcika znajduje się w artykułach
W latach 1942–1944 przebywał w obozie internowania w Szałtupi i Poniewieżyku (Litwa). Prowadził wtedy prace nad traktatem logicznym Hospiniana, który miał przy sobie podczas aresztowania.
Założyciel biblioteki Zakładu Logiki KUL.